# Taunus-Observatorium
Das Taunus-Observatorium ist ein Gelände auf dem Kleinen Feldberg im Taunus, auf dem sich verschiedene Forschungseinrichtungen auf den Gebieten der Meteorologie, Geophysik, Seismologie sowie Astronomie befinden. Das Taunus-Observatorium wurde ab 1911 durch den Physikalischen Verein errichtet. Bei der Eröffnung des Observatoriums befand sich hier eine Erdbebenwarte, es wurden meteorologische Daten gesammelt und aerologische Beobachtungen bei Drachen- und Ballonaufstiegen durchgeführt. Im Ersten sowie Zweiten Weltkrieg diente das Observatorium auch militärischen Zwecken.
Nach Gründung der Goethe-Universität 1914 ging die wissenschaftliche Arbeit des Taunus-Observatoriums vom Physikalischen Verein an die Universität über. Das Gelände wurde hingegen vorerst weiterhin durch den Physikalischen Verein verwaltet. Während die Erdbebenwarte erneuert wurde und neue meteorologische Messstationen hinzukamen, verloren die anderen Forschungsgebiete auf dem Taunus-Observatorium nach und nach an Relevanz. Auch heute befinden sich auf dem Taunus-Observatorium Forschungseinrichtungen und Messstationen verschiedener Betreiber. Hier befindet sich seit 1998 außerdem die Hans-Ludwig-Neumann-Sternwarte.
Das Taunus-Observatorium umfasst eine Fläche von 10,5 Hektar. Das umzäunte Gelände ist nicht öffentlich zugänglich und gehört heute der Goethe-Universität. Mehrere Gebäude des Taunus-Observatoriums stehen heute unter Denkmalschutz. Zum Observatorium führt von der Landstraße der Franz-Linke-Weg, rund um das Gelände als Wanderweg der Beno-Gutenberg-Weg.

## Geschichte

### Vor der Gründung
Der Physikalische Verein hatte in Frankfurt seit 1826 meteorologische Daten gesammelt und in Zeitschriften sowie durch Aushänge daraus entstandene Wetterberichte veröffentlicht. 1853 wurde die Messstation des Physikalischen Vereins in das Beobachtungsnetz des Königlich Preußischen Statistischen Bureaus aufgenommen. Die Messungen wurden nun vergleichbar mit geeichten Geräten durchgeführt.
Auch im Taunus wurden schon kurz nach Gründung des Verein meteorologische Daten gesammelt. Am 15. Januar 1827 wurden europaweit Wetterbeobachtungen durchgeführt, angeregt durch David Brewster. Auf dem Großen Feldberg wurde dafür eine kleine Hütte errichtet. Aufgrund eines schweren Sturms konnten an diesem Tag nur drei Messungen von Temperatur, Luftdruck und Windrichtung genommen werden. Der Verein wiederholte diese Messungen in den kommenden Jahren jedoch mehrfach. Eine eigene Wetterstation Zweiter Ordnung erhielt der Große Feldberg als der Taunusklub unter Leitung des Physikalischen Vereins eine solche 1904 einrichtete. Finanziert wurde diese Station durch ein Vermächtnis des kurz zuvor verstorbenen Julius Ziegler. Er hatte die ehrenamtliche Wetterbeobachtungen des Physikalischen Vereins bis zu seinem Tod durchgeführt.
Da nach dem Tod des engagierten Mitglieds Ziegler die Beobachtungen nicht mehr ehrenamtlich zu leisten waren, entschied sich der Physikalische Verein 1906 eine eigene meteorologische Abteilung zu gründen. Als dessen Leiter wurde Kurt Wegener angestellt. Wegener blieb nur zwei Jahre in Frankfurt, stieß in dieser Zeit allerdings einige Modernisierungen der Frankfurter Meteorologie an: Die Wetterstation des Vereins sollte durch die Messung weiterer Parameter Station Erster Ordnung werden, es wurden außerdem Ballonfahrten und Drachenaufstiege durchgeführt. Ein eigener Ballon mit dem Namen Ziegler wurde angeschafft und für zahlreiche Experimente und Beobachtungen genutzt, aber auch andere Flüge eher sportlicher Natur wurden damit durchgeführt. Zur gleichen Zeit entstand der Norddeutsche Wetterdienst als erster länderübergreifender Wetterdienst. Die Meteorologische Abteilung des Physikalischen Verein war von nun an Teil dieses Wetterdienstes und zuständig für Wetterprognosen im Großherzogtum Hessen sowie weiteren Kreisen in Hessen-Nassau.

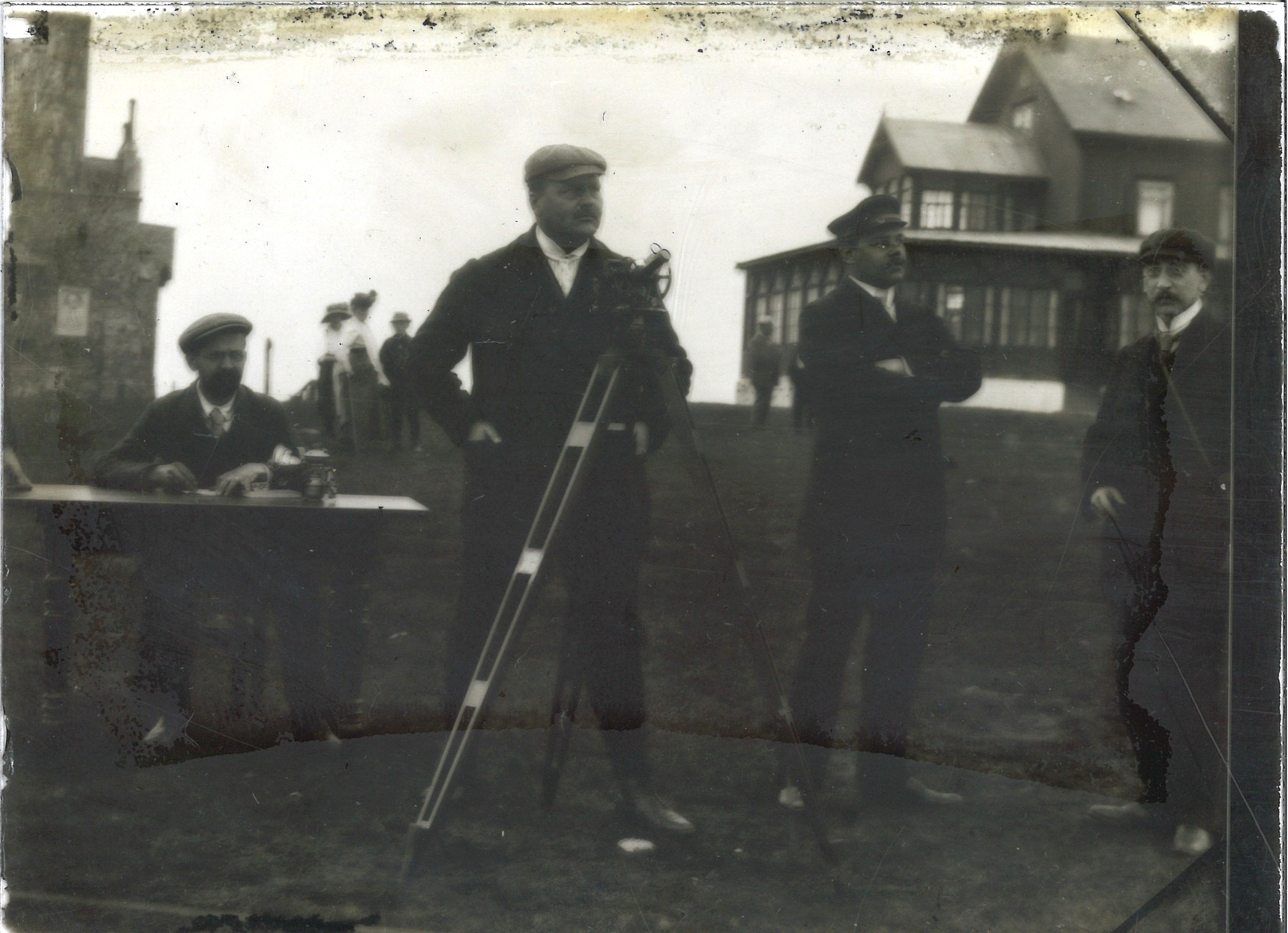
Franz Linke bei Messungen, wahrscheinlich auf dem Großen Feldberg

Nachfolger von Wegener wurde 1908 Franz Linke. Der Wetterdienst wurde unter Linke weiter ausgebaut. Hier wurden die Daten von 87 Stationen aus Deutschland gesammelt, um daraus Wetterprognosen und Wetterkarten zu erstellen, die an Zeitungen verkauft wurden. Die eigenständigen Ballonfahrten wurden unter Linke hingegen 1908 eingestellt. Der Ballon wurde dem neugegründeten Frankfurter Verein für Luftfahrt überlassen, für dessen Gründung sich Linke sowie Vereinspräsident Eugen Hartmann eingesetzt hatten.
Während der Internationalen Luftschiffahrt-Ausstellung von 1909 wurde im Verein eine aerologische Station gegründet, die Wetterkarten für Luftschiffe erstellte und vor Gewittern warnte. Die für diese aerologischen Messungen angeschafften Instrumente wurden nach Ende der Ausstellung dem Verein überlassen und bildeten den Grundstock für die Instrumente des Taunus-Observatoriums. Vor der ILA war der Verein davon ausgegangen, dass ein namhafter Überschuss erwirtschaftet werde, der dann vertraglich dem Physikalischen Verein für Errichtung eines erweiterten Instituts für Meteorologie und Geophysik zugestanden hätte. Es entstand allerdings kein Überschuss.
Trotz fehlender Mittel wurde die Abteilung für Meteorologie zu einem meteorologisch-geophysikalischen Institut ausgebaut. Aus Göttingen erhielt der Physikalische Verein einen Seismographen, dessen Standort im Vereinsgebäude in Frankfurt zwar ungünstig war, der jedoch erste geophysikalische Untersuchungen ermöglichte. Es begannen erste Verhandlungen mit dem Forst, um das Gerät auf dem Großen Feldberg aufzustellen. Bei Durchgang des Halleyschen Kometen hatte sich der Feldberg als guter Beobachtungsstandort erwiesen. Von hier wurden verschiedene Messungen der Lufteigenschaften während des Durchgangs auch mit Drachen unternommen.

### Gründung des Observatoriums

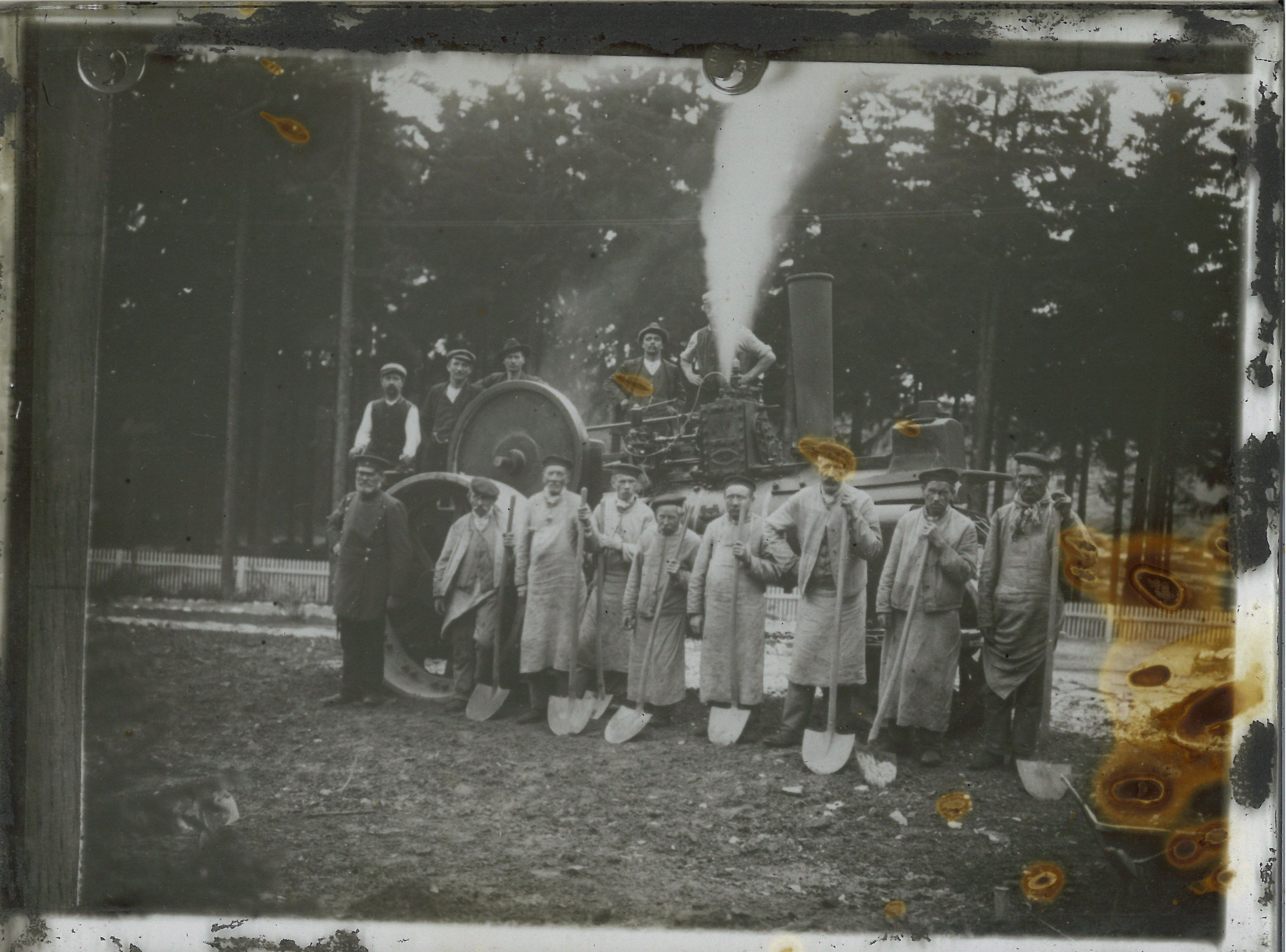
Bauarbeiter bei Arbeiten auf dem Taunus-Observatorium

Auftrieb erhielten die Verhandlungen durch eine Spende der Baronin Antonie von Reinach, geborene Bolongaro-Crevenna. Ihr Ehemann war der 1905 verstorbene Geologe Albert von Reinach gewesen, der dem meteorologischen Komitee des Vereins angehört hatte. Von Reinach finanzierte dem Verein zuerst die Errichtung einer Erdbebenwarte, stiftete später aber auch weitere Gebäude auf dem Taunus-Observatorium. Mit der Ankündigung der Spende der Baronin war zwar eine Erdbebenwarte gesichert, man machte sich allerdings zum Ziel diese um meteorologische, luftelektrische und aerologische Beobachtungen zu ergänzen. Auch die DELAG sowie der Deutsche Luftfahrer-Verband spendeten größere Summen mit der Bedingung, dass der Physikalische Verein ihnen meteorologische Forschungsergebnisse und Berichte zur Verfügung stelle. Zu den finanziellen Unterstützern zählte ferner Ferdinand von Zeppelin.
Hatte sich der Große Feldberg in der Vergangenheit als Beobachtungsstandort bewährt, entschied sich Eugen Hartmann 1910 doch für ein Observatorium auf dem Kleinen Feldberg. Die bestehende Bebauung und zukünftig unvorhersehbare touristische Nutzung des Großen Feldbergs sprachen für einen abgelegeneren Berg. Auch der auf dem Großen Feldberg vorhandene Turm erschien für Ballon- und Drachenaufstiege als Hindernis. Der Physikalische Verein pachtete daher vom Forst die Kuppe des Kleinen Feldbergs mit einer Fläche von 10,5 Hektar. Schon im Frühjahr 1911 wurde der Gipfel des Kleinen Feldbergs großflächig gerodet, alle Bäume im Umkreis von 90 Meter um die Bergspitze herum wurden gefällt, im Sommer konnte mit Bau des Verwalterhauses sowie der Erdbebenwarte begonnen werden. Außerdem wurden ein Zaun und eine befestigte Straße angelegt. Am 1. September 1912 begannen die regelmäßigen meteorologischen Beobachtungen. Inzwischen waren zwei Mitarbeiter des meteorologisch-geophysikalischen Instituts in das Verwaltergebäude des Observatoriums gezogen.
Zusätzlich zu größeren Spenden wurden Anteilsscheine zu je 20 Mark ausgegeben, die zur Finanzierung des Assistentenhauses verwendet wurden. Zwar war die Finanzierung der Gebäude und Einrichtungen nach und nach gesichert, es zeichnete sich jedoch ab, dass die erforderlichen Betriebskosten von jährlich 20.000 Mark nicht aufzubringen waren. Das Observatorium wurde durch den Verein zunächst in der Hoffnung gebaut und betrieben, dass dieses zeitnah durch staatliche Zuschüsse getragen werde. Das Reichsamt des Inneren hatte jährliche Mittel von 5.000 Mark angekündigt unter der Voraussetzung, dass das Observatorium auch durch das Kriegsministerium genutzt werden konnte.

### Eröffnung
Am 19. August 1913 reiste Kaiser Wilhelm II. mit seiner Schwester Margarethe von Preußen aus Bad Homburg zum Taunus-Observatorium, um sich die neue Forschungseinrichtung zeigen zu lassen. Die offizielle Einweihung fand wenige Tage darauf am 24. August 1913 statt. Zur Einweihung kamen neben Stiftern des Observatoriums sowie politischen Vertretern rund 300 Gäste.

„Die auswärtigen Gäste hatte Frau Baronin v. Reinach zum Frühstück in ihre Villa auf dem Staufen geladen, von wo sie im Automobil zum Feldberg gelangten. Die übrigen Gäste wurden von den Bahnhöfen Königstein und Cronberg mit Droschken, Landauern und Automobilen abgeholt. Viele hatten auch den Weg zu Fuss zurückgelegt. Im ganzen hatten wohl etwa 300 Personen der Einladung Folge geleistet“

Zu Beginn der Einweihungsfeier ließen Hugo Hergesell und Richard Aßmann, auswärtige Kollegen von Linke, Ballone aufsteigen, die eine Höhe von 11.500 bzw. 15.500 Meter erreichten. Nach Festreden aus Politik, Wissenschaft und von Vertretern des Physikalischen Vereins konnten die Gäste die Einrichtungen des Taunus-Observatoriums besuchen. Obwohl an der Pforte des Observatoriums der Name Feldberg-Observatorium angebracht war, wurde das Observatorium noch vor Eröffnung in Taunus-Observatorium umbenannt, um Verwechslungen mit dem Feldberg im Schwarzwald vorzubeugen.

### Weitere Entwicklung
Kurz nach Eröffnung des Taunus-Observatoriums wurde im Oktober 1914 die Universität Frankfurt gegründet. Der Physikalische Verein trat dabei als Mitgründer auf und stiftete der neuen Universität seine wissenschaftlichen Institute. Während das ehemalige Vereinsinstitut ein Universitätsinstitut wurde und Linke zum Universitätsprofessor ernannt wurde, wurde das Taunus-Observatorium weiterhin durch den Physikalischen Verein verwaltet. Mit dem zeitgleichen Beginn des Ersten Weltkriegs wurden neben Franz Linke auch die Assistenten des Observatoriums eingezogen. Die Wetterdienststelle des Physikalischen Vereins hatte vor dem Krieg mit Errichtung des Taunus-Observatoriums einen großen Aufschwung erlebt. Die Zahl der Abonnenten, darunter etwa Zeitungen und Behörden, die die Wetterberichte des Vereins täglich erhielten, betrug 1913 insgesamt 1319. Die Wetterdienststelle wurde außerdem zum Luftfahrerwetterdienst ausgebaut. Luftströmungen in der Höhe aus West- und Süddeutschland wurden in Frankfurt gesammelt, um daraus Wetterberichte für Luftschiffe zu erstellen. Wegen Personalmangel wurde der Wetterdienst während des Kriegs eingeschränkt, bestimmte Dienste wie Schneeberichte wurden ganz eingestellt. Zusätzlich machte weiterhin die Finanzierung Schwierigkeiten. Von den Anteilsscheinen war nur die Hälfte ausgegeben worden. Außer der Baronin von Reinach und der Stadt Frankfurt gab nur das Kriegsministerium einen Zuschuss.

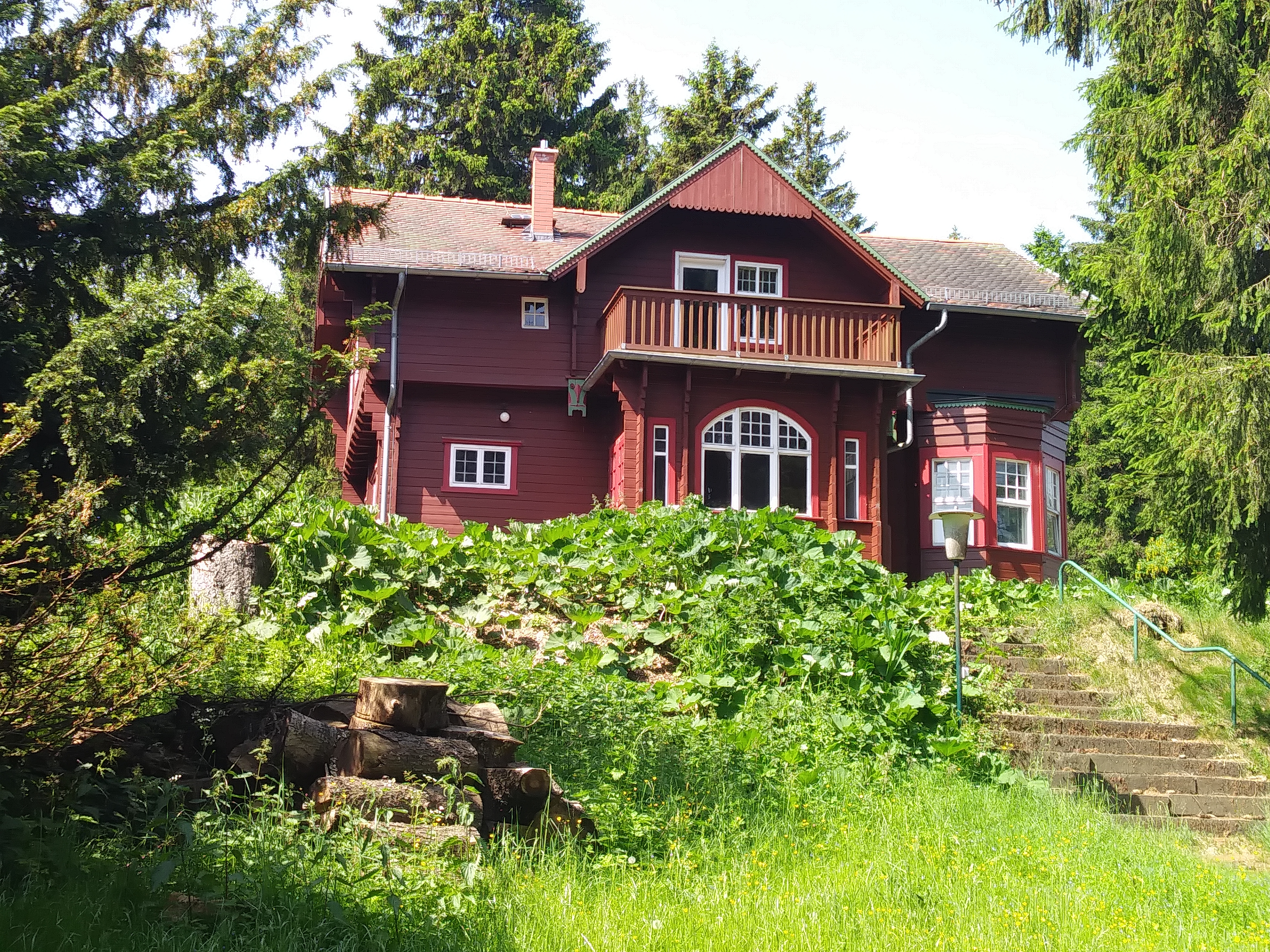
Das 1914 neu errichtete Schwedenhaus

Die Drachen- und Fesselballonaufstiege auf dem Taunus-Observatorium wurden hingegen nicht eingeschränkt. Das dafür notwendige Personal wurde vom Wehrdienst freigestellt, die Beobachtungsergebnisse wurden für den Militärwetterdienst zusammengetragen. Im weiteren Verlauf des Krieges durften die Wetterberichte des Vereins nur noch eingeschränkt veröffentlicht werden. Im Frühjahr 1917 wurde das Taunus-Observatorium an das Kriegsministerium verpachtet, nun waren auf dem Taunus-Observatorium etwa sieben Soldaten des Deutschen Heeres stationiert, bei denen es sich zum Teil um ehemalige Angestellte des Vereins handelte. Linke wurde zum Direktor der neu gegründeten Militär-Wetterwarte des Taunus-Observatoriums. Im Dezember 1919 ging nach Ende des Krieges das Observatorium wieder in den Besitz des Physikalischen Vereins über. Trotz aller Schwierigkeiten wurde das Observatorium zumindest baulich erweitert. Von der Messe in Leipzig kaufte Antonie von Reinach noch vor dem Krieg das Schwedenhaus mit Vortragssaal sowie Dienstwohnung. Unter Führung des Heeres wurde außerdem ein Nebengebäude mit Pferdestall, Drachenwerkstatt, Wagenschuppen sowie Kutscherwohnung errichtet.
Nach dem Ersten Weltkrieg übernahm Beno Gutenberg die Auswertung der Messergebnisse der Erdbebenwarte. Er wurde 1926 außerordentlicher Professor und ging 1930 als Professor nach Pasadena. Sein Nachfolger wurde Helmut Landsberg. Landsberg musste 1934 aus Deutschland fliehen.
Durch die Hyperinflation nach dem Ersten Weltkrieg war das verbliebene Stiftungsvermögen des Taunus-Observatoriums völlig entwertet worden. Unter dem Vorsitz von Leo Gans bildete sich ein Verein der Freunde des Taunus-Observatoriums, der das Observatorium finanziell zumindest mit kleinen Summen unterstützte. Im April 1919 wurden die Ballon- und Drachenaufstiege endgültig eingestellt. Zwischen 1914 und 1919 waren 1700 Drachen und Ballone vom Taunus-Observatorium aus gestartet worden. Der Forschungsschwerpunkt lag nun auf der Messung von Sonnen- und Himmelsstrahlung. Die prekäre finanzielle Lage sorgte dafür, dass 1925 sogar Verhandlungen gestartet wurden, eine Pelzfarm auf dem Observatoriumsgelände zu errichten und zu verpachten.
Auf dem Kleinen Feldberg wurde 1932 ein Drehfeuer installiert. Im April 1934 wurde die öffentliche Wetterdienststelle des Vereins aufgelöst. Durch Verschmelzung mehrerer Wetterdienststellen wurde die Wetterdienststelle nun Teil des Reichswetterdiensts. Auch die Flugwetterwarte ging an das Reichsamt für Flugsicherung. Mit Beginn des Zweiten Weltkriegs wurde das Observatorium vom Wetterdienst übernommen. Wissenschaftliche Beobachtungen waren nun nicht mehr möglich. Auch die Erdbebenwarte wurde stillgelegt. Franz Linke starb am 22. März 1944 bei einem Luftangriff auf Frankfurt. Das Institut wurde nach Dippelshof ausgelagert.
1946 wurde das Institut für Meteorologie und Geophysik wieder eröffnet, die Leitung übernahm Ratje Mügge. Auch das Taunus-Observatorium konnte wieder öffnen. 1950 wurden die Gebäude des Observatoriums notdürftig renoviert. Das Assistenten- und Verwalterhaus wurden nun an Wetterdienst und Post vermietet. Das Institut sowie Taunus-Observatorium wurde nun ohne Einfluss des Physikalischen Vereins durch die Universität verwaltet. Die Erdbebenwarte wurde 1967 erneuert, in einer neu errichteten Warte können seit 1968 Messergebnisse automatisch per Funk zur Goethe-Universität übertragen werden. Die alte Erdbebenwarte wurde 1974 als Erdbebenmuseum eröffnet.
1998 wurde die Hans-Ludwig-Neumann-Sternwarte des Physikalischen Vereins auf dem Taunus-Observatorium errichtet. Das Taunus-Observatorium wird heute von der Universität verwaltet. Seit 2005 wohnt kein Verwalter mehr auf dem Gelände, die Erhebung der Messdaten erfolgt weitgehend automatisiert.
Zu den Assistenten, die ihre wissenschaftliche Laufbahn am Taunus-Observatorium und im Institut für Meteorologie und Geophysik begannen, zählen Walter Georgii, Wilhelm Peppler, Harald Koschmieder, Richard Habermehl sowie Georg Stüve.

## Einrichtungen auf dem Observatorium
Heute befinden sich 11 Gebäude und Einrichtungen auf dem Feldberg. Vier Gebäude wurden abgerissen oder zerstört. In der ersten Bauphase wurden ab 1911 die Pforte, das Assistenten- sowie Verwalterhaus und die Erdbebenwarte errichtet. Die Gebäude wurden wie aus dem Feldberg herausgewachsen gebaut, ein steifer Amtsstil der wissenschaftlichen Gebäude sollte vermieden werden. Als Architekt wurde Georg Harth gewählt. Neben festen Gebäuden gab es schon zur Anfangszeit des Observatoriums eine Reihe weitere Messstationen, die auf dem Kleinen Feldberg verteilt waren. Das Observatorium hatte seit Gründung eine Telefonverbindung und war an das Stromnetz angeschlossen. Auch für eine Wasserversorgung war in den ersten Jahren gesorgt, der Taunusklub betrieb ein kleines Wasserwerk, mit dem neben der Kleine Feldberg auch die Hotels auf dem Großen Feldberg mit fließend Wasser versorgt wurde. Eine 1911 entdeckte Quelle versiegte hingegen im gleichen Jahr durch einen trockenen Sommer. Mittlerweile muss Wasser angeliefert werden.
Das Assistentenhaus, das Verwalterhaus, das Schwedenhaus sowie die Erdbebenwarte stehen heute unter Denkmalschutz. Inzwischen abgerissen wurde das ursprüngliche Werkstattgebäude, der Turm, die Ballonhalle sowie die Motorwinde. Neu hinzugekommen sind dafür ein neues Wirtschaftsgebäude, einige Messcontainer und Stationen sowie die Hans-Ludwig-Neumann-Sternwarte.

### Assistentenhaus
Die ausgegebenen Anteilsscheine zu 20 Mark wurden zur Finanzierung des Taunus-Observatoriums verwendet. Es wurde im Winter 1913 eröffnet. Hier waren Werkstatt und Büros untergebracht. Es gab jedoch auch zwei Zimmer als separate Wohnungen sowie ein Gästezimmer. 1928/1929 wurde das Assistentenhaus umgebaut und es wurde eine astronomische Beobachtungsplattform eingerichtet.

### Schwedenhaus
Das Schwedenhaus wurde im Frühling 1914 durch Antonie von Reinach gestiftet. Es hatte sich gezeigt, dass auf dem Observatorium öfters Besucher empfangen wurden und ein Empfangs- sowie Vortragssaal benötigt wurde. Dieser war im Erdgeschoss des Schwedenhauses untergebracht. Im Obergeschoss lag eine Wohnung. Es handelt sich beim Schwedenhaus um ein schwedisches Fertighaus, das auf der Leipziger Messe ausgestellt war und von dort durch Baronin von Reinach gekauft wurde.

### Verwalterhaus
Zusammen mit der Erdbebenwarte war das Verwalterhaus das erste fertiggestellte Gebäude, es wurde im Sommer 1912 eröffnet. Hier konnte die Familie des Verwalters wohnen, es gab zusätzlich eine Garage für das Dienstauto sowie eine eigene Toilette und Badezimmer.

### Erdbebenwarte
Die von Reinach'sche Erdbebenwarte wurde als sogenanntes Doppelhaus gebaut. Dabei steht die eigentliche Erdbebenwarte in einem „Schutzhaus“. Dadurch wird die Erdbebenwarte vor Temperaturschwankungen, Wind und Feuchtigkeit geschützt. Das äußere Gebäude wurde unter dem Einfluss des Jugendstils in einem konservativ-klassizistischen Stil gebaut. Zwar wurde die Erdbebenwarte bereits im Sommer 1912 eröffnet, doch erst ab Juli 1913 ging der Seismograph in regelmäßigen Betrieb, da zuvor die Luftfeuchtigkeit in der Erdbebenwarte durch verschiedene Maßnahmen wie elektrische Öfen gesenkt werden musste. Die Erdbebenwarte ist heute zum Museum umgebaut.

### Hans-Ludwig-Neumann-Sternwarte
Die Hans-Ludwig-Neumann-Sternwarte wurde 1998 durch den Physikalischen Verein errichtet. In zwei Kuppeln stehen zwei Teleskope für astronomische Beobachtungen zur Verfügung, ein Spiegelteleskop mit 0,6 Metern Spiegeldurchmesser sowie ein Cassegrain-Teleskop mit 12,5 Zoll Durchmesser. An der Hans-Ludwig-Neumann-Sternwarte wurden zahlreiche Kleinplaneten entdeckt.

### Weitere Einrichtungen
- Werkstattgebäude: Im Ersten Weltkrieg wurde ein Werkstattgebäude mit Pferdestall, Drachenwerkstatt, Wagenschuppen sowie Kutscherwohnung durch das Heer gebaut. An gleicher Stelle befindet sich heute ein neues Wirtschaftsgebäude, in dem auch Tagungsräume sowie die Bibliothek des Taunus-Observatoriums untergebracht sind. Das neue Wirtschaftsgebäude wurde in den 1960er Jahren erbaut.[42]
- Turm: Da der hohe Tannenbestand rund um das Taunus-Observatorium keine Windmessung vom Boden aus ermöglichte, wurde ein 30 m hohes eisernes Turmgerüst auf dem Kleinen Feldberg errichtet. Der Turm war ursprünglich als Turm eines Windkraftwerks genutzt worden und wurde durch Friedrich Ludwig von Gans gekauft und als Geschenk im Herbst 1912 aufgebaut.[18] Der Turm wurde bei einem Sturm zerstört und existiert heute nicht mehr.
- Motorwinde: Um die Kuppe des Kleinen Feldbergs wurden etwa auf Isohypse 818 m ein Doppelgleis mit einer Länge von 500 m und einer Spurweite von 75 cm[49] errichtet, auf der eine mobile Drachenwinde fahren konnte. Die Pläne für die Winde hatte Franz Linke entworfen, sie wurde von Leo Gans gestiftet.[50]
- Neue Erdbebenwarte: Eine neue Erdbebenwarte wurde 1967 unweit der von Reinach'schen Erdbebenwarte errichtet. Die seismischen Messgeräte befinden hier fünf Meter tief in der Erde.[51]
- Luftmessstation: Das Hessische Landesamt für Umwelt und Geologie betreibt auf dem Gipfel des Taunus-Observatoriums eine Luftmessstation. Seit 1992 werden hier Luftschadstoffe automatisiert gemessen.
- Messcontainer: Auf der Bergkuppe führt die Goethe-Universität mit dem Max-Planck-Institut für Chemie Messungen von wolkenaktiven Aerosolen durch. Seit 2021 befindet sich hier eine Messstation des ACTRIS-Forschungsprojekt, bei dem Spurengase und Aerosolpartikel gemessen werden.[52]
- Messfeld: Auf dem Gipfel des Kleinen Feldbergs befindet sich ein Messfeld des Deutschen Wetterdienstes. Hier werden automatisiert meteorologische Messungen durchgeführt.
- Funkmast: Auf dem Gelände des Taunus-Observatoriums befindet sich außerdem ein Funkmast für Behörden und Organisationen mit Sicherheitsaufgaben sowie Antennenanlagen der Lufthansa und des Amateurfunkdienstes für die Relaisstationen 10-m / 70-cm DF0MOT (29,670 MHz gekoppelt mit 438,625 MHz), 23-cm DB0MOT (1242,700 MHz), 70-cm Digital Mobile Radio MARC (438,275 MHz), 70-cm D-STAR (439,4375 MHz), 70-cm TETRA (430,075 MHz) und die abgesetzten Empfänger des 2-m-Umsetzers DB0FT (145,600 MHz) Gr. Feldberg.[53]

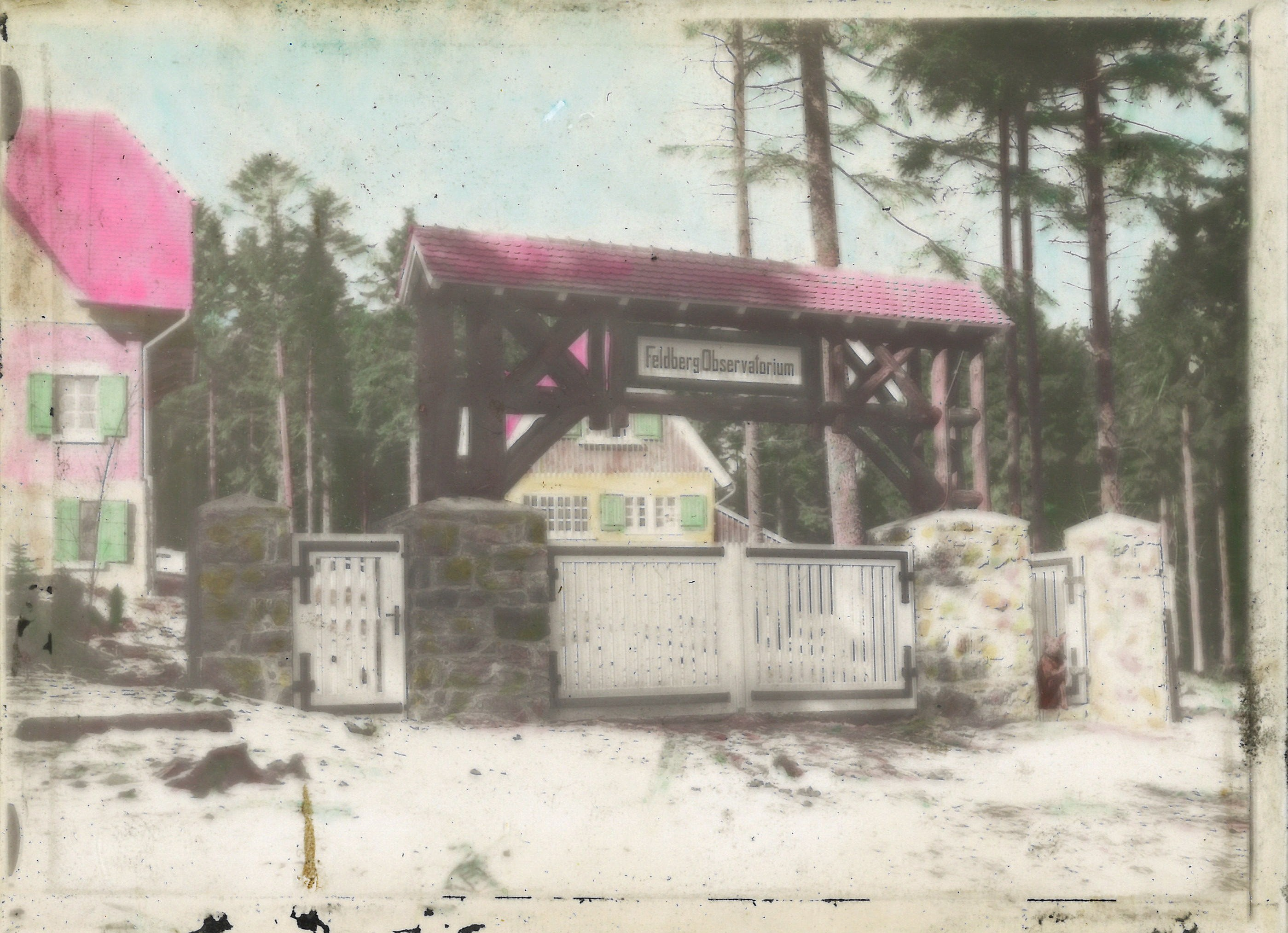
Eingangsportal 1913
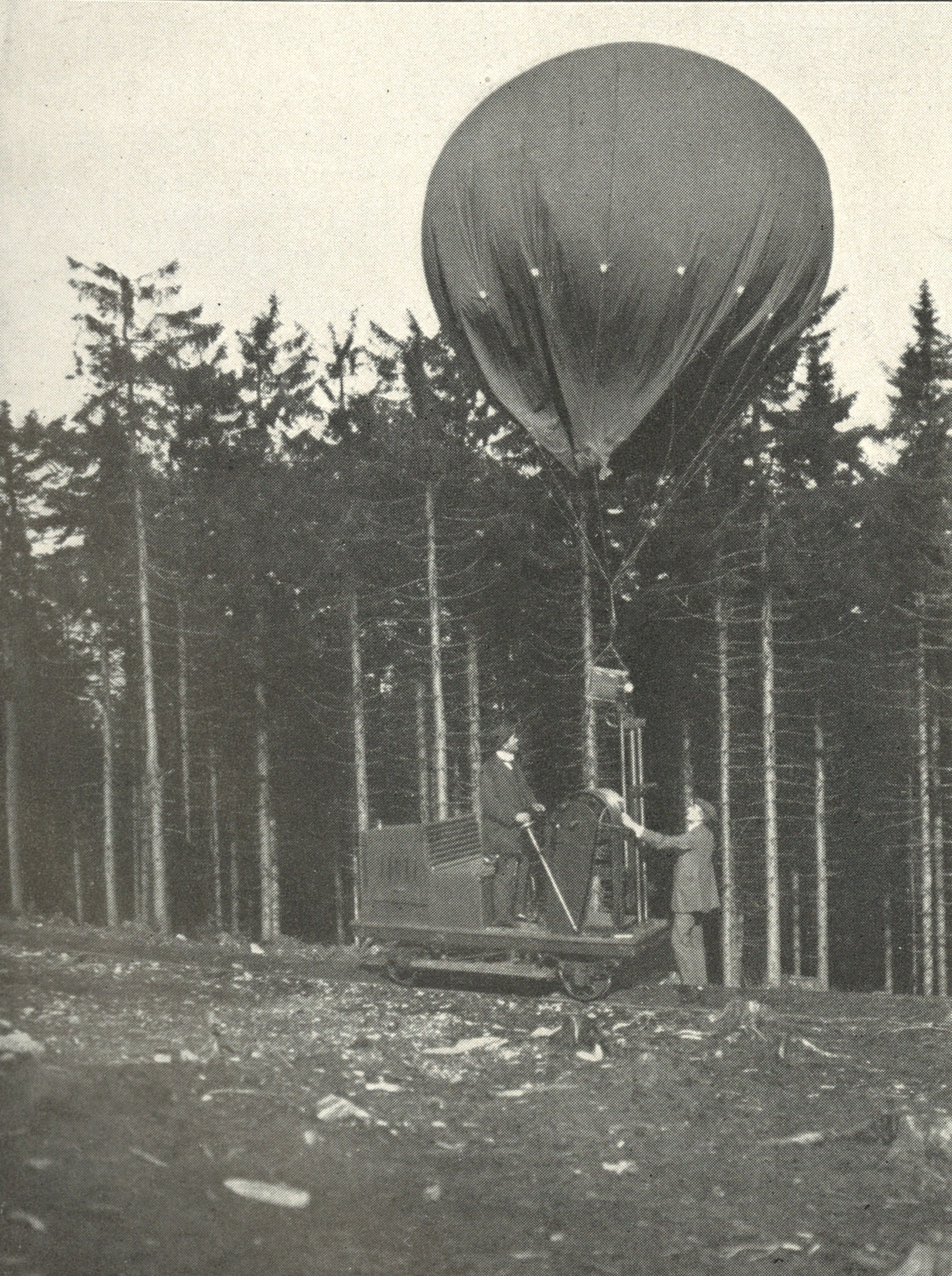
Motorwinde mit Ballon 1913
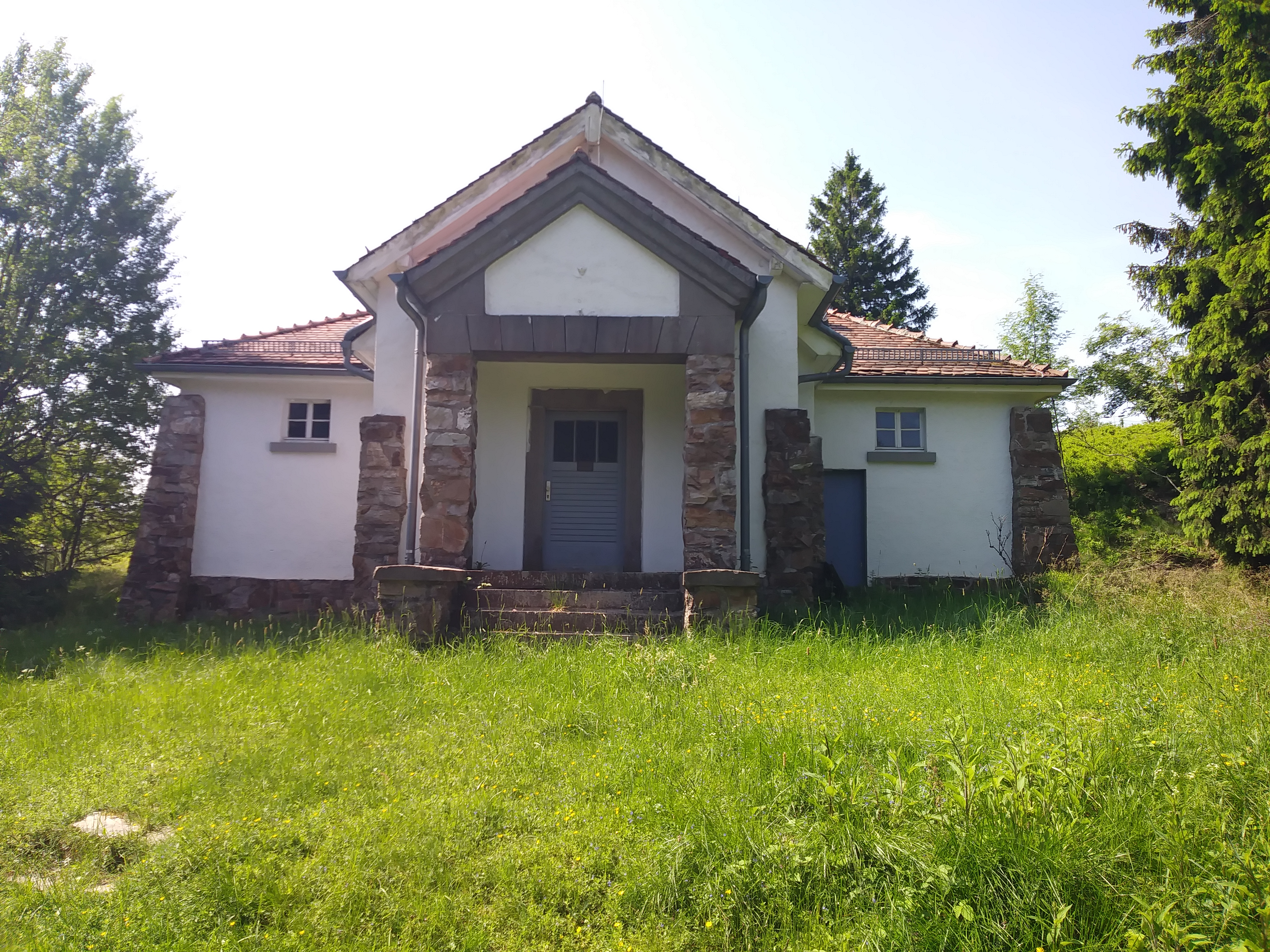
Erdbebenwarte
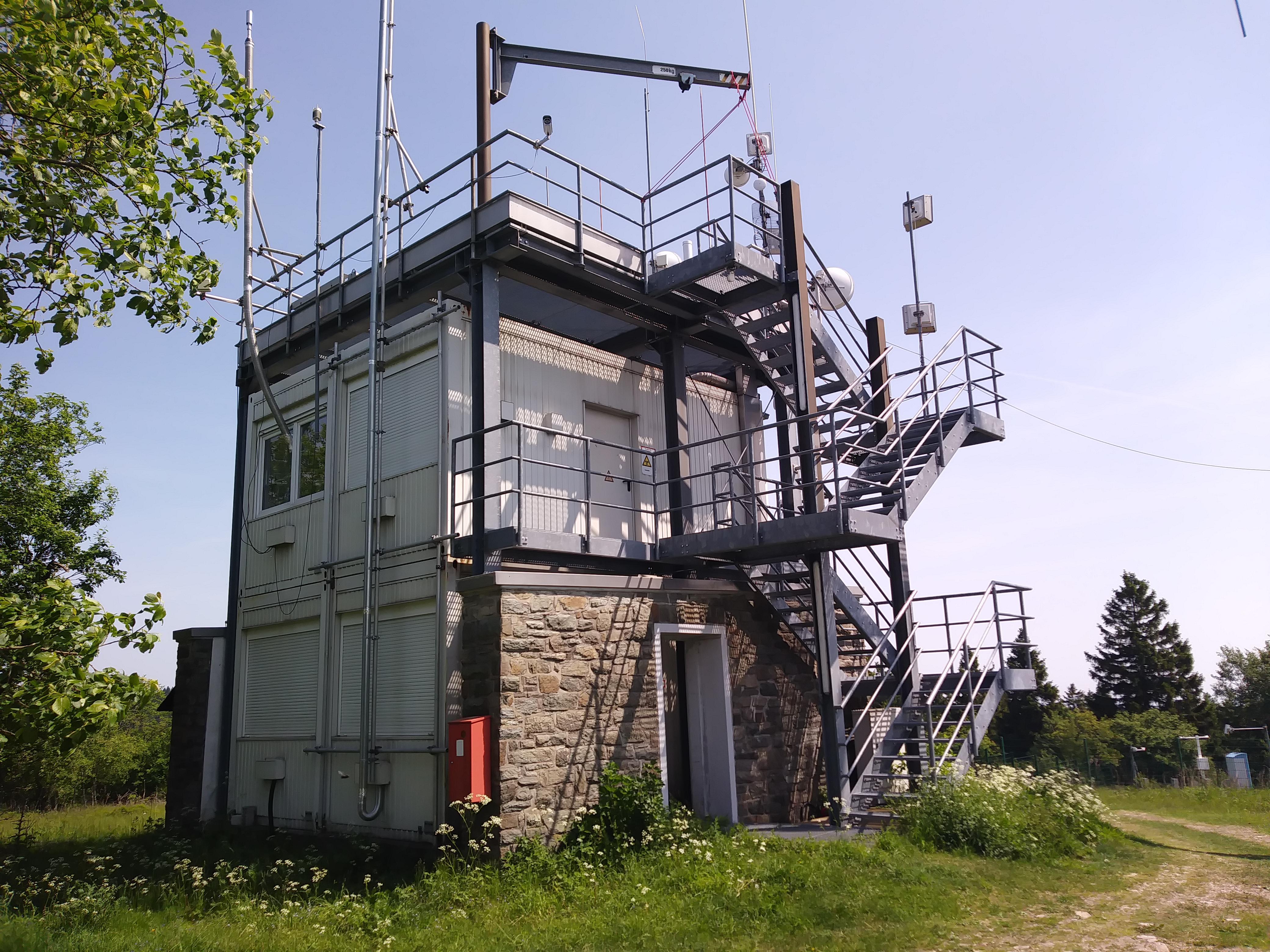
Messcontainer
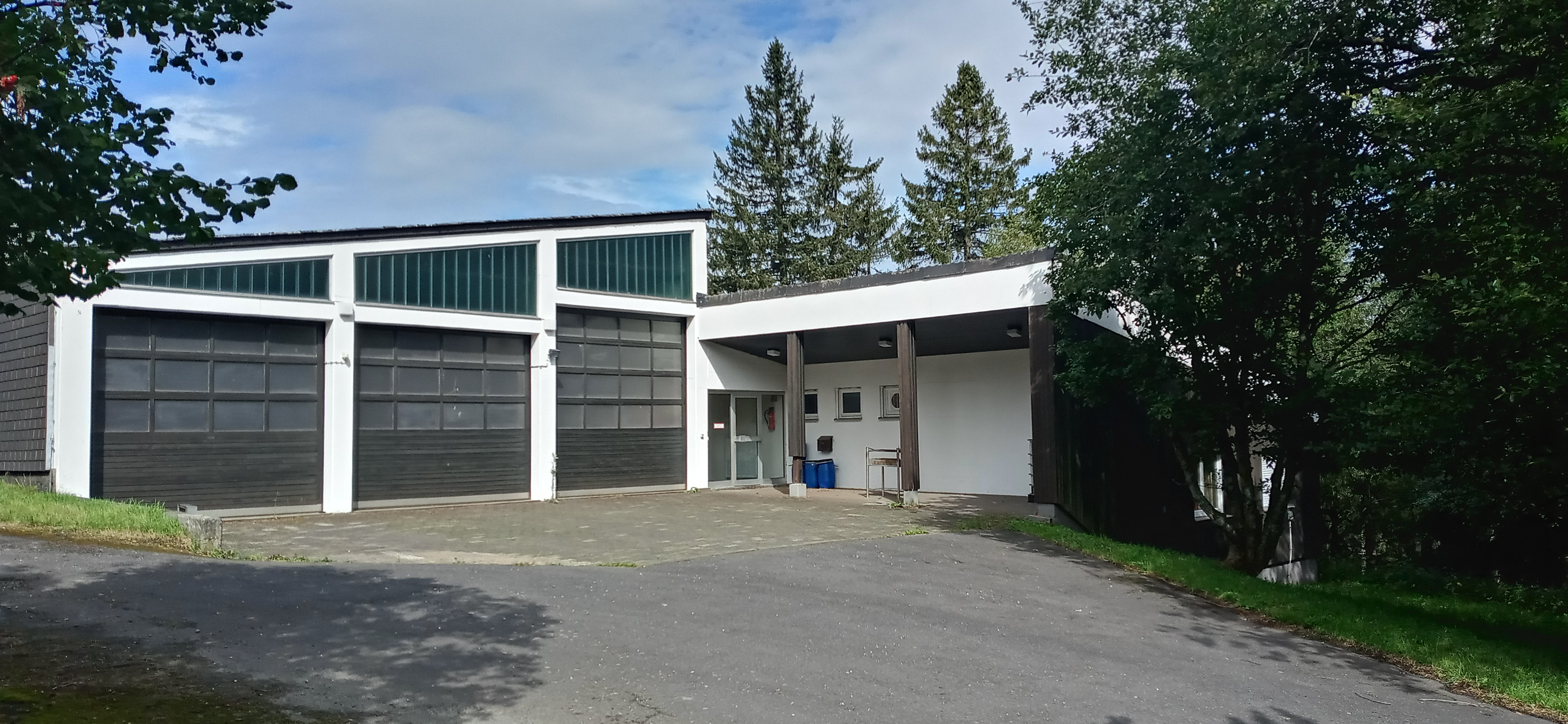
Wirtschaftsgebäude
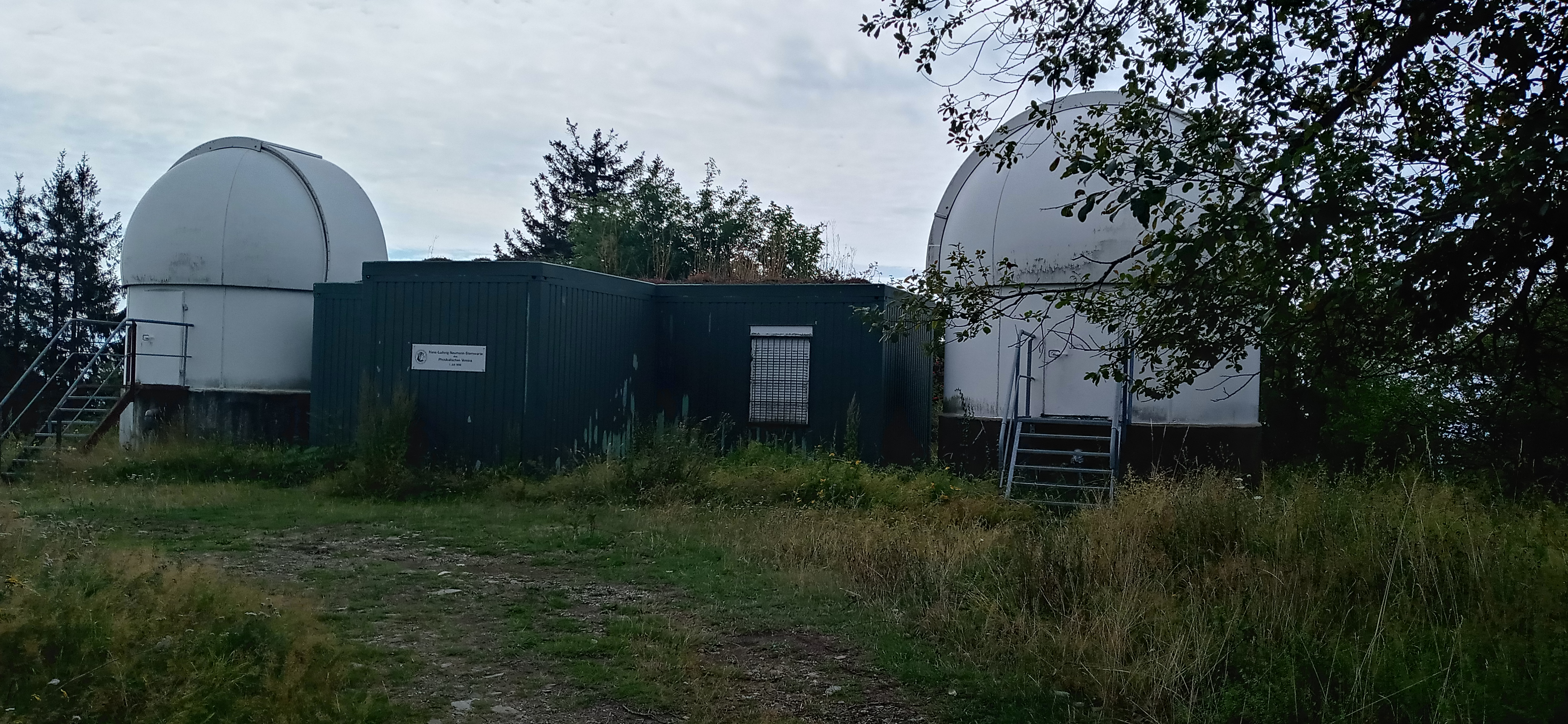
Hans-Ludwig-Neumann-Sternwarte

## Rezeption
Der Schriftsteller und Journalist Dirk Kurbjuweit veröffentlichte 2005 den Roman Nachbeben, der zum Teil auf dem Taunus-Observatorium spielt. Kurbjuweit verbrachte als Kind oft Zeit auf dem Taunus-Observatorium, seine Eltern waren mit dem Hausmeisterehepaar befreundet.